# Orchestre philharmonique de Kanagawa

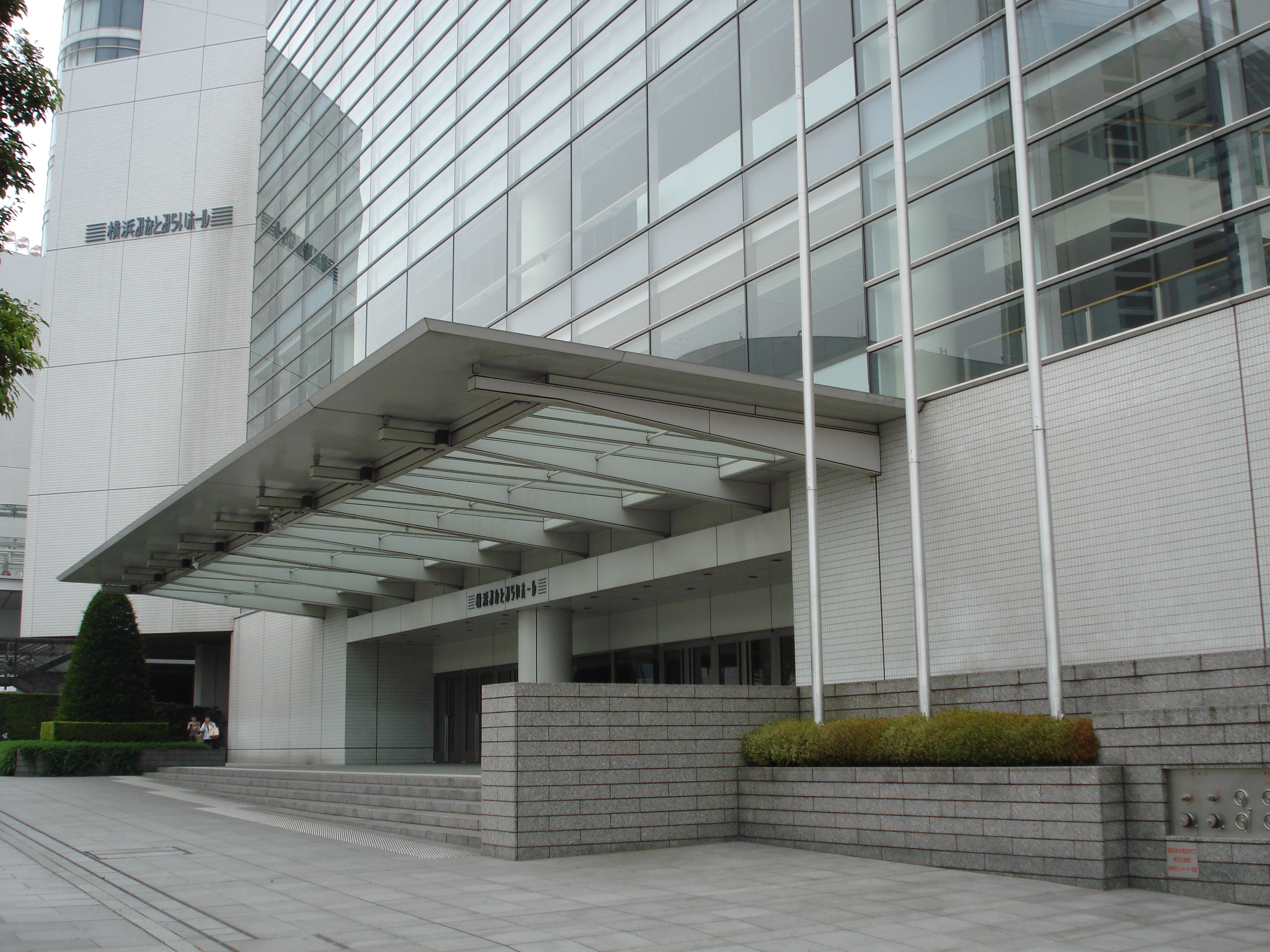
Minatomirai, quartier d'affaires de Yokohama

L'Orchestre philharmonique de Kanagawa (神奈川フィルハーモニー管弦楽団, Kanagawa Firuhāmonī Kangen Gakudan) est un orchestre de musique classique basé à Yokohama dans la préfecture de Kanagawa au Japon. Il est fondé en 1970. 

## Directeurs musicaux
- Hanns-Martin Schneidt (de) (2007—2009)
- Yūzō Toyama (1992—1996)
- Kazuo Yamada (1991)
- Kentaro Kawase (avril 2014- )

## Source de la traduction
- (en) Cet article est partiellement ou en totalité issu de l’article de Wikipédia en anglais intitulé « Kanagawa Philharmonic Orchestra » (voir la liste des auteurs).